# 定向行動訓練師

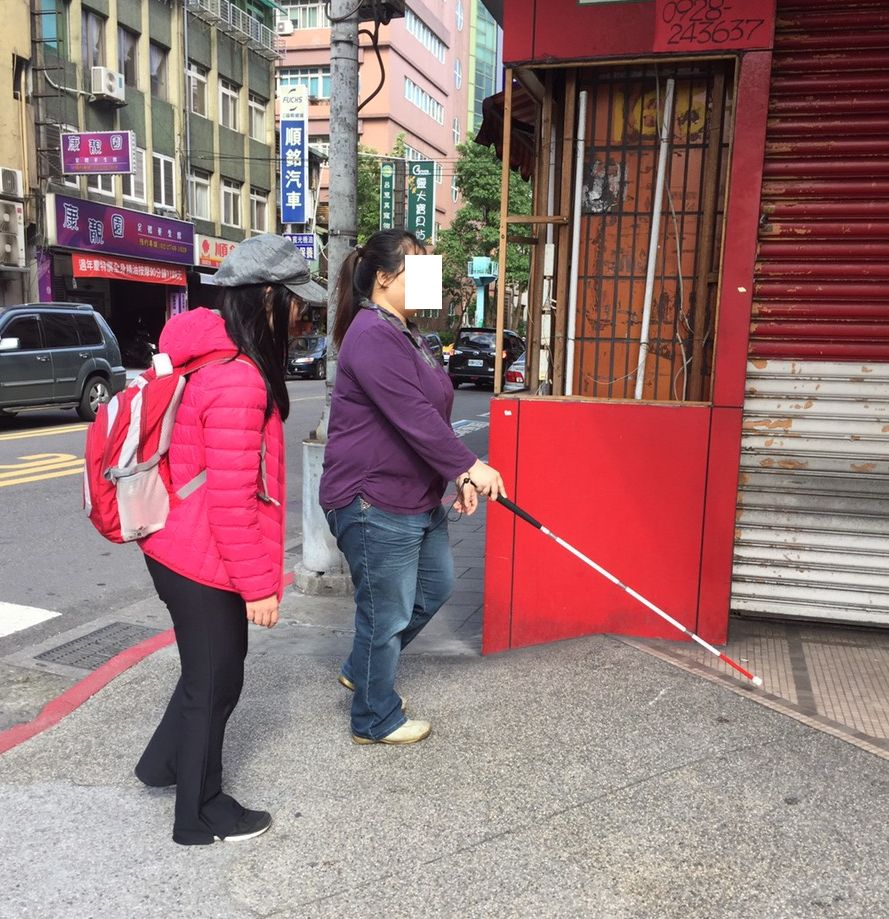
定向行動訓練師正在指導視障者使用白手杖於戶外行走

定向行動訓練師（英語：Orientation and Mobility Specialist / Orientation and Mobility Instructor，縮寫:O&M Specialist / Instructor），係指接受過專業的定向行動師資培訓結訓或檢定認證通過者。

參考美國定向行動訓練師認證方式，於1990年代各州均已有訂定培訓及認證規定，足見定向行動訓練師需要一定時間的培訓方能執行教學工作。

台灣的定向行動訓練師資培訓，是由台師大張千惠和全國教師工會謝曼莉等人結合國內視障機構倡議，中華民國內政部訂定定向行動訓練師之受訓內容及規定受訓時數含實習為650小時以上，作為受訓單位之參考依據。爾後行政院勞工委員會也頒定技術士技能檢定定向行動訓練職類單一級規範，作為台灣定向行動訓練師之認證管道。

## 定向行動訓練師的角色與功能
定向行動訓練師，或稱定向行動訓練專業人員，其功能在協助視覺障礙者透過定向行動訓練，能習得或重建其移動能力，增進視障者獨立自主能力，促使其融入社會生活。

定向行動訓練師服務的對象以視覺障礙者為主，或視覺多重障礙者也可能為接受服務的對象。視覺障礙者又稱視障人士，依視覺狀況區分為全盲者（Blind）及低視能者（Low-Vision），故定向行動訓練並非只有全盲者才需要，低視能者也需要。

定向行動訓練師指導的內容包括:
- 指導視障者運用感官知覺蒐集、分析、判斷、選擇、修正環境資訊，感官知覺有可能包括運用剩餘視覺。
- 指導視障者或其家人、朋友運用人導法，使引導者能以安全有效方式提供協助。
- 指導視障者使用徒手法（或稱上下身保護法），能於室內熟悉環境以徒手方式自我保護，或搭配手杖技巧於空間中安全移行。
- 指導視障者使用白手杖，運用合宜技巧探測路況、閃避障礙物、處理高低落差、區辨路面材質...等等，白手杖也作為視覺障礙者標示其有視覺方面的特殊需求之功能。
- 協助視障者建立心理地圖。
- 指導視障者道路交通系統，包括巷口/路口穿越。
- 指導視障者搭乘大眾運輸工具。
- 指導視障者與他人互動之技巧，包括尋求協助之技巧及策略。
- 指導視障者運用與行動相關之輔具，以使行動更為安全有效率。[3][4][5]

## 培訓單位／制度
美國
有大學院校定向行動專門科系並授予學位，各州亦有機構培訓並有專門師資認證制度及機構。
加拿大
有大學院校定向行動專門科系並授予學位，並有機構培訓及師資認證制度及單位。
日本
各地區機構辦理訓練課程，培育步行訓練士師資。日本的步行訓練除了特殊教育於學校實施，也於各地區相關機構實施，納入自立訓練的項目之一。接受培訓者需有大學以上學歷，並於機構接受完整培訓，得以參加認證考試。
台灣
目前尚無大學專門科系，不定期由政府委託機構或機構培訓符合內政部規定課程的師資培訓課程，受訓者需有大學以上學歷，結訓後得以參加認證考試。除取得定向行動師資培訓證明者以外，於視障相關機構或學校服務符合相關規定資格者，也具報考認證資格。